# Schwalmtal, Hessen
Schwalmtal är en kommun i Vogelsbergkreis i Regierungsbezirk Gießen i förbundslandet Hessen i Tyskland. 
Kommunen bildades 131 december 1971 genom en sammanslagning av de tidigare kommunerna Brauerschwend, Hergersdorf, Hopfgarten, Ober-Sorg, Rainrod, Renzendorf, Storndorf, Unter-Sorg och Vadenrod.